# Susan Eckey
Susan Eckey est une diplomate norvégienne qui a été ambassadrice au Rwanda.

## Biographie
Susan Eckey est née en 1964. Elle a commencé à travailler au ministère norvégien des Affaires étrangères en 1991.